# Mark Alwin Clements
Mark Alwin Clements (ur. w 1949 roku) – australijski botanik i orchidolog. 

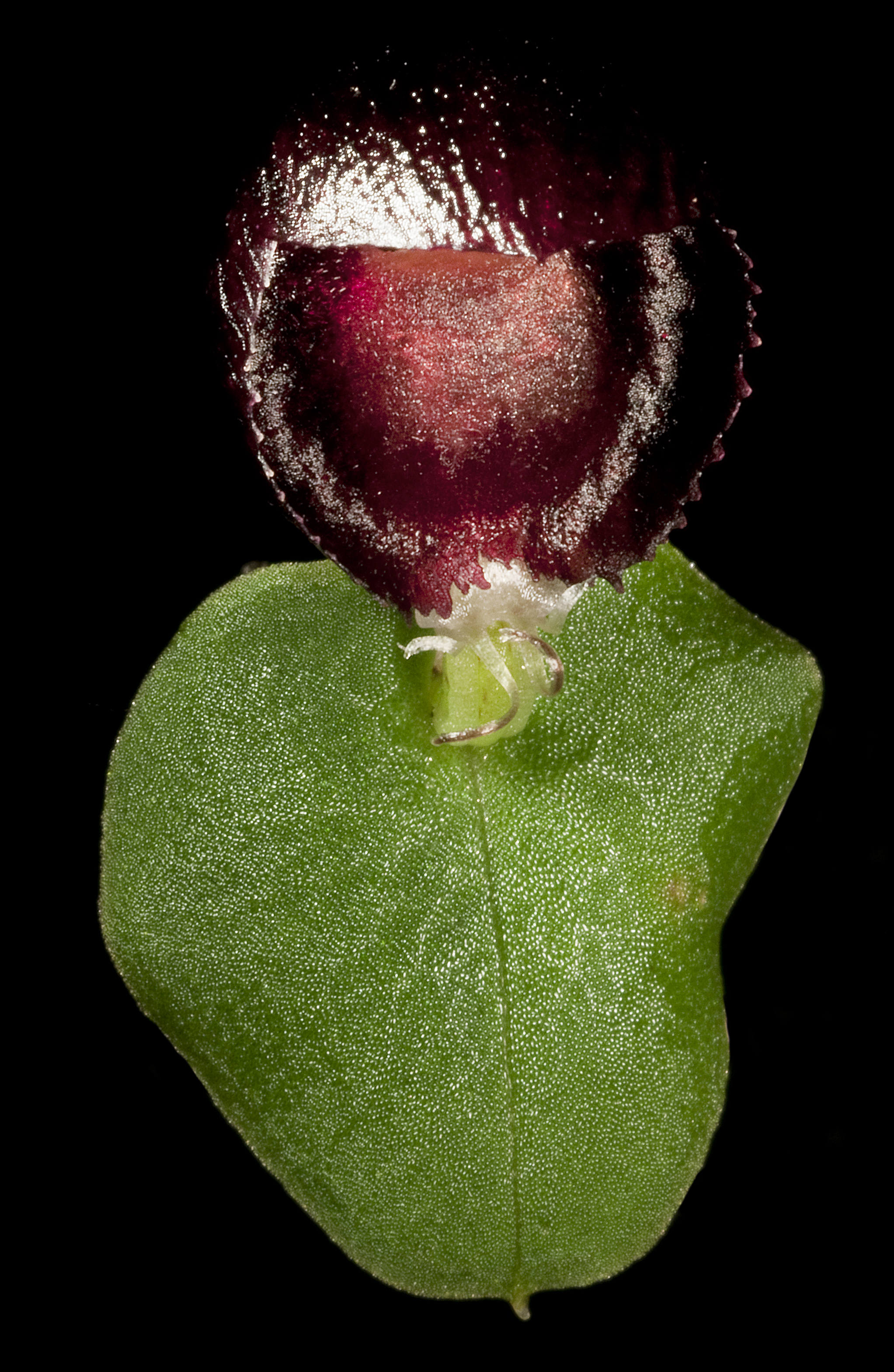
Corybas recurvus

Dorastał w Australia Południowa w Adelaide. Uczęszczał do Agricultural High School, gdzie ukończył kurs klasyfikacji wełny. W tymże zawodzie rozpoczął pierwszą pracę po szkole. W latach 1968-1974 kontynuował szkolenie i rozwój jako profesjonalny klasyfikator wełny, pracując w wielu owczarniach w całej Australii Południowej i po drugiej stronie granicy w Australii Zachodniej. Przez około dwa miesiące, kiedy nie było pracy, pracował jako wolontariusz w Muzeum Południowej Australii, gdzie pomagał organizować niektóre z ich kolekcji przyrodniczych. Aby kontynuować swoje zainteresowanie storczykami i historią naturalną, przeniósł się do Canberry, gdzie zaczął pracę jako ogrodnik w Australian National Botanic Gardens. Po kilku latach rozpoczął pracę w zespole badawczym w tym samym ogrodzie botanicznym. 
W 1983 roku rozpoczął pracę w Kew Gardens. Szybko zwrócił swoją uwagę na ochronę słynnego angielskiego storczyka Cypripedium calceolus. Gatunek ten był zbierany na potrzeby kwiaciarni od czasów wiktoriańskich, aż pozostał tylko jeden okaz. Mark wykorzystał swoją wiedzę o biologii storczyków i w 1984 roku udało mu się w końcu wyhodować okaz, ratując go od możliwego wyginięcia.
Po powrocie do Australii rozpoczął studia doktoranckie z embriologii storczyków. Jego rozprawa doktorska nosiła tytułReproductive Biology in relation to phylogeny of the Orchidaceae, especially the tribe Diurideae (pol. Biologia reprodukcyjna w odniesieniu do filogenezy storczykowatych, zwłaszcza plemienia Diurideae).
W 2016 roku, w uznaniu jego osiągnięć życiowych i wkładu w rodzinę Orchidaceae, został uhonorowany prestiżowym medalem od Royal Horticultural Society w Wielkiej Brytanii.
Badacz opublikował i nazwał około 2200 taksonów roślin. 
Standardową skróconą formą autora, używaną do wskazania przy cytowaniu nazw botanicznych, jest M.A.Clem.

## Wybrane publikacje
- Clements, M.A. (1988). Orchid Mycorrhizal Associations. Lindleyana 3(2): 73-86.
- Clements, M.A. (1989). Catalogue of Australian Orchidaceae. Aust. Orch. Res. 1: 1-160.
- Benzing, D.H. and M.A. Clements (1991). Dispersal of the Orchid Dendrobium insigne by the Ant Iridomyrmex cordataus in Papua New Guinea. Biotropica 23(4): 604-607.
- Jones, D.L. and M.A. Clements (1994). Pyrorchis, a new genus of Orchidaceae from Australia. Phytologia 77(6): 447-451.
- Clements, M.A. (1995). Reproductive Biology in relation to phylogeny of the Orchidaceae especially the tribe Diurideae. Australian National University, Canberra.
- Clements, M.A., Jones, D.L. and B.P.J. Molloy (1997). Winika, a new monotypic genus for the New Zealand orchid previously known as Dendrobium cunninghamii Lindl. Orchadian 12(5): 214-219.
- Clements, M.A. and D.L. Jones (1998b). Cannaeorchis, a new genus of Dendrobiinae (Orchidaceae) for the taxon previously known as Dendrobium Sw. sect. Macrocladium Schltr. Lasianthera 1(3): 132-147.
- Jones, D.L., Clements, M.A., Sharma, I.K. and A.M. Mackenzie (2001). A new classification of Caladenia R.Br. (Orchidaceae). Orchadian 13(9): 389-419.
- Jones, D.L., M.A.Clements and B.P.H.Molloy (2002). A Synopsis of the Subtribe Pterostylidinae. Austral. Orch. Res. 4: 125-144.
- Clements, M.A. (2003). Molecular Phylogenetic Systematics of the Dendrobiinae (Orchidaceae), with emphasis on Dendrobium sect. Pedilonum. Telopea 10(1): 247-298.
- Clements, M.A. and Jones, D.L. (2007) A new species of Nematoceras and characterisation of N.dienemum (Orchidaceae), both from subantarctic Macquarie Island Telopea 11: 405-411[3][5]